# Sakramentsstriden
Sakramentsstriden kallas den strid om nattvardsläran (sakramenten) som uppstod mellan reformatorerna och som blev huvudorsak till splittringen mellan den lutherska och den reformerta kyrkan. 
På grund av förföljelserna av hugenotterna under mitten av 1500-talet invandrade många reformerta till Sverige från Frankrike. Därför gav ärkebiskop Laurentius Petri ut en skrift mot den reformerta nattvardsläran 1562. Dionysius Beurreus tog upp utmaningen och försvarade samma nattvardslära i ett brev till Johannes Ofeegh, som var biskop i Västerås. Striden slutade denna gång med att en kunglig förordning 1565 förbjöd immigranterna att till svenska medborgare sprida "irrläran" att Jesu kött och blod inte skulle vara närvarande i nattvarden.
Senare blossade striden åter upp, när ärkebiskop Olaus Martini kritiserade en handbok som Karl IX givit ut i samråd med sin hovpredikant Micronius år 1602. Martini ansåg att handboken var kalvinistisk. 1604 gav kungen ut tre böcker med reformert perspektiv: En om den personliga föreningen mellan Kristi båda naturer, en om altarets sakrament och en katekes med Heidelbergkatekesen som förebild. Striden mellan kungen och ärkebiskopen angående nattvardsläran varade i flera år. Resultatet på sikt blev att den svenska kyrkan fick en mera utpräglat luthersk karaktär.